# 25122 Kaitlingus
25122 Kaitlingus este un asteroid din centura principală de asteroizi.

## Descriere
25122 Kaitlingus este un asteroid din centura principală de asteroizi. A fost descoperit pe 14 septembrie 1998 la Socorro, New Mexico, în cadrul proiectului LINEAR. Asteroidul prezintă o orbită caracterizată de o semiaxă mare de 2,54 ua, o excentricitate de 0,07 și o înclinație de 5,8° în raport cu ecliptica.